# Château des Correaux
« Correaux » redirige ici. Pour les articles homophones, voir Coraux, Coro, Corot et Koro.
Le château des Correaux est situé sur la commune de Leynes, en Saône-et-Loire (France) est une demeure de style Mâconnais du XVIIIe siècle.

## Histoire
La famille Bernard, implantée à Leynes depuis 1803, exploite l'entreprise viticole présente sur le domaine. 

## Architecture

Blasonnement : D'azur à trois faces d'or.

Le château des Correaux mêle l'architecture classique au style de la Bourgogne du Sud. Une large galerie mâconnaise typique traverse de part en part le château.
Son balcon porte le blason du château : "d'azur à trois fasces d'or".

## Porche

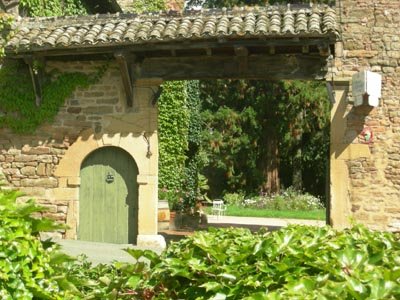
porche du château.

Le porche du XVe siècle est caractéristique du sud Mâconnais par son appareillage de pierres, sa charpente et le passage à porte.

## Parc
Le parc centenaire comporte une grande variété d'essences: ginkgo biloba, orme pleureur, cèdre du Liban, séquoia, noyer d'Amérique, tilleul double, hêtre pourpre et autres variétés plus habituelles de la région.